# Rune Kristiansen
Rune Kristiansen (* 30. Juli 1964 in Oslo) ist ein ehemaliger norwegischer Freestyle-Skier. Er war auf die nicht mehr ausgetragene Disziplin Ballett (Acro) spezialisiert. In dieser Disziplin wurde er 1995 Weltmeister und gewann zwei weitere WM-Medaillen. Mit 38 Weltcupsiegen und viermaligem Gewinn der Disziplinenwertung gehört er zu den erfolgreichsten Athleten im Skiballett.

## Biografie
Rune Kristiansen stammt aus Oslo und startete für den Christiania FK.
Kristiansen bestritt im Dezember 1984 in Tignes seinen ersten Wettkampf im Freestyle-Skiing-Weltcup und belegte Rang 19. Bereits am Ende seiner ersten Saison gelang ihm als Zweitem in Sälen sein erster Podestplatz. Ein Jahr später nahm er an den ersten offiziellen Freestyle-Weltmeisterschaften am Oberjoch teil, musste sich aber mit Platz 36 begnügen. In den folgenden Jahren verbesserte er sich kontinuierlich, bis er im Dezember 1987 in Tignes und La Plagne seine ersten beiden Siege feiern konnte. Im Rahmen der Olympischen Spiele in Calgary gewann er die Bronzemedaille, als Ballett erstmals als Demonstrationswettbewerb ausgetragen wurde. 
Die Weltcup-Winter 1987/88 und 1988/89 beendete Kristiansen jeweils auf Rang drei der Disziplinenwertung, 1989/90 musste er sich nur Roberto Franco geschlagen geben. In der Saison 1990/91 gewann er sieben von 14 Ballett-Weltcups und damit erstmals überlegen die Disziplinenwertung. Bei den Weltmeisterschaften in Lake Placid konnte er seiner Favoritenrolle jedoch nicht gerecht werden und belegte den enttäuschenden zehnten Rang. Auch in den beiden folgenden Wintern setzte er sich in der Weltcup-Wertung durch, beim olympischen Demonstrationswettbewerb von Albertville sowie bei den Weltmeisterschaften in Zauchensee gewann er als Topfavorit jeweils die Silbermedaille. Nachdem er 1993/94 auf Rang drei der Wertung zurückgefallen war, konnte er in der Folgesaison erneut reüssieren, feierte sechs Siege in Serie und schaffte in La Clusaz den lang ersehnten Weltmeistertitel. 
Nach der Saison 1995/96, in der ihm seine letzten vier Siege gelangen, beendete Rune Kristiansen seine aktive Laufbahn.

## Erfolge

### Olympische Spiele
- Calgary 1988: 3. Ballett (Demonstrationswettbewerb)
- Albertville 1992: 2. Ballett (Demonstrationswettbewerb)

### Weltmeisterschaften
- Tignes 1986: 36. Ballett
- Calgary 1988: 3. Ballett
- Oberjoch 1989: 5. Ballett
- Lake Placid 1991: 10. Ballett
- Altenmarkt-Zauchensee 1993: 2. Ballett
- La Clusaz 1995: 1. Ballett

### Weltcupwertungen
| Saison  | Gesamt | Gesamt | Ballett | Ballett |
| Saison  | Platz  | Punkte | Platz   | Punkte  |
| ------- | ------ | ------ | ------- | ------- |
| 1984/85 | 77.    | 4      | 30.     | 31      |
| 1985/86 | 55.    | 9      | 20.     | 44      |
| 1986/87 | 25.    | 19     | 6.      | 114     |
| 1987/88 | 11.    | 23     | 3.      | 164     |
| 1988/89 | 12.    | 24     | 3.      | 165     |
| 1989/90 | 9.     | 24     | 2.      | 143     |
| 1990/91 | 6.     | 25     | 1.      | 223     |
| 1991/92 | 6.     | 24     | 1.      | 195     |
| 1992/93 | 2.     | 100    | 1.      | 700     |
| 1993/94 | 8.     | 95     | 3.      | 760     |
| 1994/95 | 7.     | 99     | 1.      | 692     |
| 1995/96 | 4.     | 98     | 2.      | 684     |

### Weltcupsiege
Kristiansen errang im Weltcup 67 Podestplätze, davon 38 Siege:
| Datum             | Ort                   | Land        | Disziplin |
| ----------------- | --------------------- | ----------- | --------- |
| 12. Dezember 1987 | Tignes                | Frankreich  | Ballett   |
| 18. Dezember 1987 | La Plagne             | Frankreich  | Ballett   |
| 10. Dezember 1988 | Tignes                | Frankreich  | Ballett   |
| 22. März 1989     | Suomu                 | Finnland    | Ballett   |
| 8. Dezember 1989  | Tignes                | Frankreich  | Ballett   |
| 26. Januar 1990   | Calgary               | Kanada      | Ballett   |
| 20. Dezember 1990 | Piancavallo           | Italien     | Ballett   |
| 11. Januar 1991   | Blackcomb             | Kanada      | Ballett   |
| 17. Januar 1991   | Breckenridge          | USA         | Ballett   |
| 1. Februar 1991   | Mont Gabriel          | Kanada      | Ballett   |
| 19. Februar 1991  | La Clusaz             | Frankreich  | Ballett   |
| 24. Februar 1991  | Skole                 | Sowjetunion | Ballett   |
| 14. März 1991     | Pyhätunturi           | Finnland    | Ballett   |
| 5. Dezember 1991  | Tignes                | Frankreich  | Ballett   |
| 16. Dezember 1991 | Piancavallo           | Italien     | Ballett   |
| 16. Januar 1992   | Breckenridge          | USA         | Ballett   |
| 6. März 1992      | Madarao               | Japan       | Ballett   |
| 10. Dezember 1992 | Tignes                | Frankreich  | Ballett   |
| 17. Dezember 1992 | Piancavallo           | Italien     | Ballett   |
| 8. Januar 1993    | Blackcomb             | Kanada      | Ballett   |
| 15. Januar 1993   | Breckenridge          | USA         | Ballett   |
| 29. Januar 1993   | Le Relais             | Kanada      | Ballett   |
| 23. Februar 1993  | La Plagne             | Frankreich  | Ballett   |
| 24. Februar 1993  | La Plagne             | Frankreich  | Ballett   |
| 19. März 1993     | Oberjoch              | Deutschland | Ballett   |
| 20. Januar 1994   | Lake Placid           | USA         | Ballett   |
| 7. Februar 1994   | Hundfjället           | Schweden    | Ballett   |
| 11. März 1994     | Meiringen-Hasliberg   | Schweiz     | Ballett   |
| 13. Januar 1995   | Breckenridge          | USA         | Ballett   |
| 26. Januar 1995   | Lake Placid           | USA         | Ballett   |
| 2. Februar 1995   | Oberjoch              | Deutschland | Ballett   |
| 9. Februar 1995   | Altenmarkt-Zauchensee | Österreich  | Ballett   |
| 21. Februar 1995  | Kirchberg             | Österreich  | Ballett   |
| 3. März 1995      | Lillehammer           | Norwegen    | Ballett   |
| 18. Januar 1996   | Breckenridge          | USA         | Ballett   |
| 26. Januar 1996   | Mont-Tremblant        | Kanada      | Ballett   |
| 1. Februar 1996   | Kirchberg             | Österreich  | Ballett   |
| 10. Februar 1996  | Oberjoch              | Deutschland | Ballett   |

### Weitere Erfolge
- 8 norwegische Meistertitel
- Europameister im Skiballett 1992
- Kongepokal 1993[1]